# Hylaeus hirticaudus
Hylaeus hirticaudus là một loài Hymenoptera trong họ Colletidae. Loài này được Cockerell mô tả khoa học năm 1939.